# Ferdinand Augustin Snellaert
 (mai 2021).
La mise en forme du texte ne suit pas les recommandations de Wikipédia : il faut le « wikifier ».
Les points d'amélioration suivants sont les cas les plus fréquents :
- Les titres sont pré-formatés par le logiciel. Ils ne sont ni en capitales, ni en gras.
- Le texte ne doit pas être écrit en capitales (les noms de famille non plus), ni en gras, ni en italique, ni en « petit »…
- Le gras n'est utilisé que pour surligner le titre de l'article dans l'introduction, une seule fois.
- L'italique est rarement utilisé : mots en langue étrangère, titres d'œuvres, noms de bateaux, etc.
- Les citations ne sont pas en italique mais en corps de texte normal. Elles sont entourées par des guillemets français : « et ».
- Les listes à puces sont à éviter, des paragraphes rédigés étant largement préférés. Les tableaux sont à réserver à la présentation de données structurées (résultats, etc.).
- Les appels de note de bas de page (petits chiffres en exposant, introduits par l'outil «  Source ») sont à placer entre la fin de phrase et le point final[comme ça].
- Les liens internes (vers d'autres articles de Wikipédia) sont à choisir avec parcimonie. Créez des liens vers des articles approfondissant le sujet. Les termes génériques sans rapport avec le sujet sont à éviter, ainsi que les répétitions de liens vers un même terme.
- Les liens externes sont à placer uniquement dans une section « Liens externes », à la fin de l'article. Ces liens sont à choisir avec parcimonie suivant les règles définies. Si un lien sert de source à l'article, son insertion dans le texte est à faire par les notes de bas de page.
- La présentation des références doit suivre les conventions bibliographiques. Il est recommandé d'utiliser les modèles {{Ouvrage}}, {{Chapitre}}, {{Article}}, {{Lien web}} et/ou {{Bibliographie}}. Le mode d'édition visuel peut mettre en forme automatiquement les références.
- Insérer une infobox (cadre d'informations à droite) n'est pas obligatoire pour parachever la mise en page.

Pour une aide détaillée, merci de consulter Aide:Wikification.
Si vous pensez que ces points ont été résolus, vous pouvez retirer ce bandeau et améliorer la mise en forme d'un autre article.
Ferdinand-Augustin Snellaert, médecin, littérateur et philologue flamand, est né le 21 juillet 1809 à Courtrai et décédé le 3 juillet 1872, à Gand.

## Enfance et jeunesse
Second fils de Willem Karel Snellaert (né en 1780) et de Maria Jozefa Monteyne (née en 1781), F-A. Snellaert a grandi à Courtrai, dans une maison de la Papenstraat, au numéro 47. Il avait cinq frères et sœurs : son frère ainé, Jan Adolf, né le 25 septembre 1807, ses deux sœurs, Justina Regina et Natalia Jozefa, nées respectivement le 9 avril 1811 et le 30 septembre 1816, ainsi que deux petits frères, Alexander Jozef, né le 23 février 1816 et Jan Willem, le 10 octobre 1817. Ses parents n’étaient pas pauvres, mais faisaient partie de la classe moyenne « basse ». Son père était fabricant de chaussures, puis devint marchand de poisson. En fin de vie, il offrit ses services au Mont-de-piété. Il mourut le 18 décembre 1837, à l’âge de 57 ans. Sa mère mourut en 1826 à l'âge de 45 ans.
Snellaert allait au collège communal de Courtrai, situé dans la Rijselstraat, où il fut bon élève, récoltant la satisfaction des professeurs pour ses prestations. Parmi ses camarades de classe, l’on connaît, grâce à ses échanges épistolaires, P.J. Legein, un certain Teirlinck ainsi que Bruno van Ackere. Durant ses études au collège, il voua un intérêt particulier au Latin ainsi qu’à la littérature. Après le collège, il exprima le souhait d’entrer à l’armée néerlandaise, ce qui ne réjouit guère ses parents, lesquels le destinaient à des études de médecine. Un compromis fut trouvé, il serait officier de santé pour l’armée.

## Carrière

### Service à l’armée

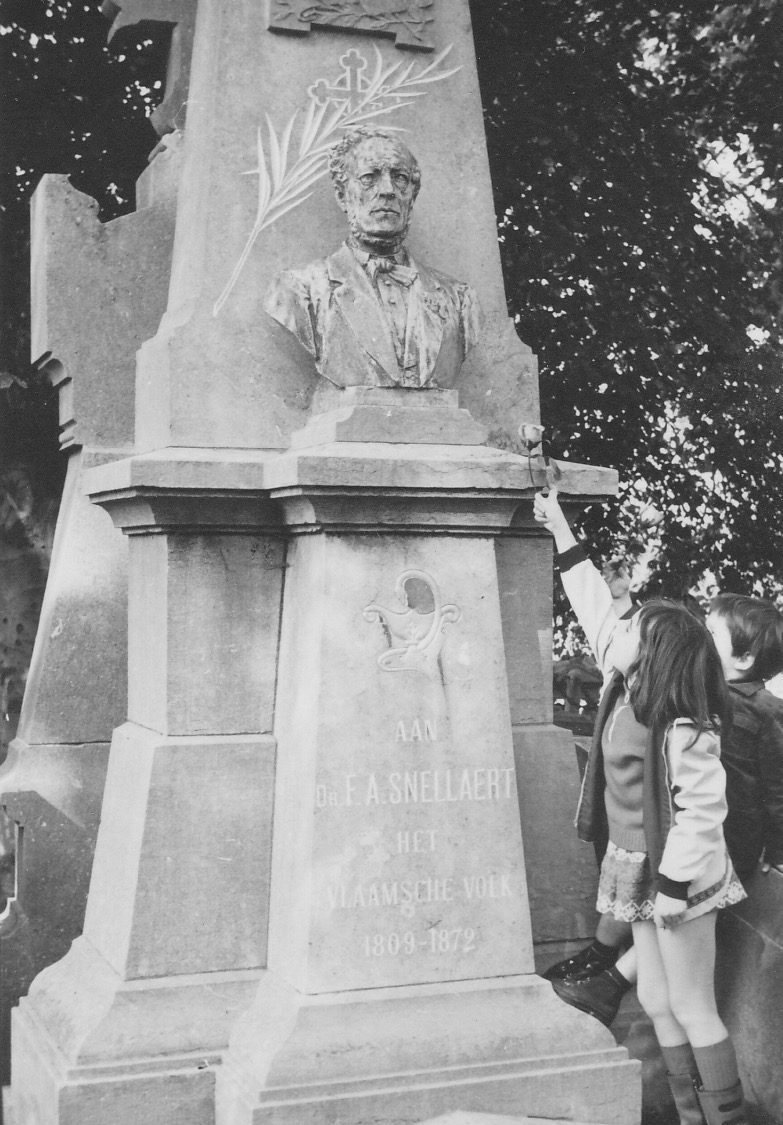
Monument érigé sur la pierre tombale de Ferdinand-Augustin Snellaert en 1897

Il partit en 1826 à l'École médicale militaire d'Utrecht où il reçut une formation principalement axée sur la pharmaceutique et la chirurgie. Il finit ses études rapidement, en 2 ans et demi au lieu de 4 et sortit donc en 1829, avec le titre d'officier de santé pour se rendre à la 15e division d'infanterie en garnison d'abord à Maastricht, puis à Anvers,.
Lors de la révolution belge de 1830, il était avec son régiment à Anvers mais fidèle à l'armée néerlandaise, rentra en Hollande. Il participa avec le 4e régiment de dragons, à la campagne des Dix-Jours et reçut à cette occasion la croix de fer. En 1835, au vu de la situation créée par la révolution de 1830, Snellaert donna sa démission.

### Pratique de la médecine
Il commença ses études de médecin militaire à Utrecht, puis revint à Gand afin de faire un doctorat en chirurgie. Il fut diplômé en 1838 et installa cette même année son cabinet à Gand, à la St-Jorisstraat, où il habitait avec ses deux sœurs et il y eut vite une clientèle assez étendue (essentiellement composée de petits bourgeois et d’ouvriers). De 1838 à 1872, il exerça en tant que médecin général dans le quartier de Sint-Jacobswijk et il était très apprécié pour ses capacités professionnelles ainsi que pour sa bonté de cœur. Il fit partie, grâce au soutien de Joseph Guislain, psychiatre dont il avait acquis la sympathie durant son doctorat, de la société de médecine de Gand au sein de laquelle il fut très actif. Il fut choisi par l'administration de la ville de Gand, avec Guislain, pour rédiger un rapport sur le combat contre la fièvre du typhus.

### Carrière politique et littéraire
Au milieu des années cinquante Snellaert tenta de se faire une place au Conseil municipal de Gand mais finit par opter pour l’Association libérale flamande où il devint pendant une courte période une figure clé. Dès son arrivée à Gand, il se lia d’amitié avec Jan Frans Willems, Philippe Blommaert, Prudens van Duyse, pères fondateurs à l’époque de la société flamande "Tael is gansch het volk"
dans laquelle il se trouva activement impliqué à partir de 1838. Également membre du Conseil Flamand à partir de 1846, ainsi que des Fonds Willem en 1851 dont il fut, jusqu'en 1855, le premier secrétaire, et, jusqu'en 1861, le second président, avant de quitter l’association en 1862.
Mais surtout, il participa à la construction du Mouvement flamand, notamment en aidant à compléter, avec Henri Conscience, le Manifeste du Mouvement flamand, lequel a été publié le 6 novembre 1847. En 1856, il fut le rapporteur de la Commission flamande qui était chargée d’établir les griefs flamands. Par après, en 1861, il fut un des créateurs de la section « Vlamesch Verbond » à Gand. En effet, petit à petit, au sein de mouvement flamand, se distinguèrent trois formes de pensée politique, qui donnèrent naissance à trois sections au sein du mouvement : libérale, flamingante pure et catholique. Augustin fit toujours partie de ceux qui revendiquaient des idées flamingantes. Une polémique éclata entre Snellaert et la section libérale, avec entre autres Charles de Kerchove et Jourdan Vuylsteke, ceux-ci ne partageant pas la même vision de l’avenir et des objectifs du mouvement flamand. Snellaert se détourna donc du mouvement, se retira de la lutte active en 1868 et, à la suite de cela, sa section se désintégra.
Passionné de littérature, il fonda en 1836 la Société de littérature et d’histoire. De 1836 à 1839, il participera à la rédaction de la revue Bydragen van de Gazette van Gend avec laquelle il fit ses débuts comme critique-littéraire.
En 1838, sa dissertation sur la poésie flamande fut récompensée par l’Académie royale de Belgique. Et en 1840, il créa une revue nommée Kunst en letterblad dont il fut le rédacteur en chef jusqu'en 1943. En 1840, il prit également part à un projet de réforme de l’orthographe flamande. Avec quelques amis, il créa une seconde revue en 1846 nommée De Eendracht dont il fut un des principaux rédacteurs jusqu'en 1850. En 1847, après avoir été couronné par l’Académie royale de Belgique, il en devint membre. En 1949, il fut le président du premier Congrès néerlandais « het Nederlandsch Letterkundig Congres » qu'il avait eu l'initiative de créer avec Philippe Blommaert et Jules de Saint-Genois.
Tout au long de sa vie, Snellaert défendit les intérêts de la langue et de la population flamande. Dans ses écrits, ses appartenances politiques et sa position flamingante se ressentaient nettement ou étaient tout simplement clairement affirmées.

## Postérité
Mort en 1872, il est enterré au cimetière de Mont-Saint-Amand lez Gand, à côté de Jan Frans Willems et de Philippe Van Duyse. En 1897, un monument a été construit sur sa tombe et les Flamands fixèrent une pierre commémorative sur la façade de la maison qu’il habitait. Une société littéraire et une rue de la ville de Gand portent également son nom.

## Œuvres
- 1. Perhandeling over de Nederlandsche Dichtkunst in België sedert hare eerste opkomst tot aan de dood van Albert en Isabelle (Bruxelles, Académie royale, 1838).
- 2. Over de Kamers van Rhetorika te Kortrijk (extrait du Belgisch Museum, Gand, (1839).
- 3. Iets over den Toestand onzer Tael- en Letterkunde (extrait du Belgisch museum, Gand, 1840).
- 4. Een paar dagen te Luik en in de Ardennen (Gand, 1840).
- 5. Kunst- en Letterblad (Gand, 1840-1843).
- 6. Vlaemsch Tael-Congres en Vlaernsche Feest (Gand, 1841).
- 7. Nederduitsche Volksbibliotheek (20 livr., Gand, 1842).
- 8. Bijdrage tot de kennis van den tongval en het taal eigen van Kortrijk (Gand, 1844).
- 9. Het Vlaemsch Tooneel in de XVIIe eeuw (extrait du Belgisch Museum, Gand, 1845).
- 10. Drie spelen van sinne uit den tijd der Reformatie (Gand, 1846).
- 11. De Goudbloem van Sint-Nikolaes (extrait du Belgisch Museum, Gand, 1846).
- 12. Volksboeken (Gand, 1846: Daden van Keizer Karel, Reinaert de Vos, Ridder met de zwane; 1847 : Fortunatus).
- 13. Eertijds, maer en tegenwoordig, kluchte door Jonkh. Vanden Brandt (Gand, 1847).
- 14. Wael en Vlaming (extrait du Belgisch Museum, Gand, 1847).
- 15. Korte Levens Schets van J.-F. Willems (Gend, 1847).
- 16. Oude Vlaernsche Liederen, ten deele met de melodiën, uitgegeven door J.-F. Willems (Gand, 1848).
- 17. Aenspraeck gedaen bij de inhuldiging van Willems'gedenkstuk op den St-Amandsheuvel (Gand, 1848).
- 18. 'i Lands onafhankelijkheid, krijgslied (Gand, 1849).
- 19. Redevoering over de noodzakelijkheid om met de lotgeioallen van 's Lands Tael- en Letterkunde bekend te zijn (Gand, 1849),
- 20. Histoire de la littérature flamande (dans la Bibliolh. nationale de Jamar, Bruxelles, 1849).
- 21. Kort begrip eener geschiedenis der Nederduitsche Letterkunde(A.nv ers, 1849, — 2e édit. en 1850, 3e en 1855, 4e en 1866, 5e en 1881, toutes à Grand sous le titre : Srhets eener Geschiedenis der Nederlandsche Letterkunde).
- 22. Dichtregelen vorgelesen bij de imoijdivg van Jonkheer Ph. Blommaert boekzael (Gand, 1850).
- 23. Vlaemsclie Bibliographie of lijst der Nederduitsche boeken sedert 1830 in België uitgegeven(Gand, 1851, — 2e édit. en 1857, complétée jusqu'en 1855; en 1867, F. De Potter publia sous le même titre une • seconde partie «, soit une liste des omissions de l'édition de 1857).
- 24. 18 Juny !ierdacht (Grand, 1853).
- 25. RedevoeriNg over Maerlant en zijnen tijd (Grand, 1853).
- 26. Redevoering over den invloed van Maerlants schrifttn op zijne en latere eeuwen (Gand, 1854).
- 27. Een woord over de choiera (extrait du Volksalmanak van het Willems-fonds, Gand, 1855).
- 28. Oude en nieuwe Litdjes (Gand, s. A., 1856).
- 29. Arnaud van Ohelvwe bijgenaemd de Vlaemsche Boer (Roulers, 1855).
- 30. Vlaemsche Commissie'. Instelling, Beraadslagingen, Verslag (Bruxelles, 1859).
- 32. Oude en nieuwe Liedjes, ... met begeleiding voor piano door L. Hemelsoet (Gand, 1864, 2* édit. considérablement augmentée du n»28).
- 33. De la position de la langue flamande en Belgique (extrait du Bulletin de VAcadémie royale, Bruxelles, 1865).
- 34. Over den toestand van het Nederlandsch in België (Gand, 1865, traduction du précédent).
- 35. Levensschets van J.-B. David (dans le VIe volume des œuvres de Ruusbroec, publiées par David. La publication de ce VIe volume a été soignée parSnellaeit, Gand, 1868).—
- 36.Nederlandsche Gedichten ait de veertiende eeuut van Jan Boendale, Hein van Aken en anderen (Bruxelles, Académie royale, 1869).
- 37. Leven van A. Bogaerts (dans Lerensberichten van de afgestorvene leden van de Maatschappij der Nederlandsche Letterkunde, Leyde, 1872).
- 38. Het Nederlandsch Volkslied in transch- Vlaanderen (s. l. n. d.)